# Fuerte Mahim
El fuerte Mahim (marathi: माहीम किल्ला ) es un fuerte en Mahim en Bombay, estado de Maharashtra, India. Estratégicamente ubicado en la bahía homónima, el fuerte Mahim domina Worli al sur, Bandra al norte y Mahim al este. Los orígenes del fuerte no están claros, pero ocupa una ubicación estratégica que ha sido cuestionada con frecuencia. El fuerte se encuentra actualmente en mal estado.

## Historia
En 1516, el comandante portugués Joao de Monoy entró en el arroyo de Mahim y derrotó al comandante del fuerte. El fuerte fue el sitio de frecuentes escaramuzas entre los portugueses y un gobernante guyaratí antes de que los portugueses se apropiaran de la isla de Mahim de Bahadur Shah de Guyarat en 1534. En 1661, los portugueses cedieron la isla de Mahim como dote a Carlos II de Inglaterra. Después de que los ingleses obtuvieran el control del fuerte, Sir Thomas Grantham lo fortaleció en 1684,y se convirtió en una torre de vigilancia estratégica contra posibles ataques portugueses, y más tarde de los maratas.
En 1772, los portugueses intentaron atacar este fuerte, pero los británicos los repelieron con balas de cañón. La Basílica de Nuestra Señora del Monte Bandra resultó dañada durante este encuentro. Según relatos históricos, el fuerte contaba en ese momento con 100 soldados y 30 cañones.
El fuerte fue capturado por los británicos durante la Primera Guerra Anglo-Maratha.

## Invasiones
El fuerte se encuentra frente a la calzada de Mahim, que une los suburbios con la ciudad. El fuerte está fuertemente invadido por barrios marginales, y partes del fuerte se han derrumbado debido a la erosión de las mareas y al abandono. Aunque el sitio está clasificado como una estructura patrimonial de Grado I, no se ha hecho mucho para mantenerlo. Grandes rocas están esparcidas sobre la arena y se ven grietas de hasta tres metros (quince pies). La responsabilidad del fuerte se baraja entre el gobierno estatal y la Corporación Municipal de Brihanmumbai, aunque el fuerte se encuentra en terrenos del gobierno estatal. En 2004, hubo que devolver cinco lakhs de rupias ya que las autoridades locales no eliminaron las invasiones. Más tarde, en 2008, Jairaj Phatak, el Comisionado Municipal había propuesto una remodelación del fuerte.